# أيتور رويبال
أيتور رويبال (مواليد 22 مارس 1996) هو لاعب كرة قدم إسباني يلعب في مركز الجناح الأيمن في نادي ريال بيتيس.

## روابط خارجية
- أيتور رويبال على موقع الاتحاد الأوربي (الإنجليزية)
- أيتور رويبال على موقع قاعدة بيانات كرة القدم.إي يو (الإنجليزية)
- أيتور رويبال على موقع Soccerway.com (الإنجليزية)